# Metabotropni glutamatni receptor 3
Metabotropni glutamatni receptor 3 je protein koji je kod ljudi kodiran  genom.
L-glutamat je jedan od glavnih ekscitatornih neurotransmitera centralnog nervnog sistema. On aktivira jonotropne i metabotropne glutamatne receptore. Glutamatergična neurotransmisija učestvuje u većini aspekata normalne moždane funkcije. Ona može da bude modifikovana mnogim neuropatološkim uslovima. Metabotropini glutamatni receptori su familija G protein spregnutih receptora, koji se dele u tri grupe na bazi homologije sekvenci, mehanizama prenosa signala, i farmakoloških svojstava. Grupa I obuhvata GRM1 i GRM5. Za njih je pokazano da aktiviraju fosfolipazu C. Grupa II obuhvata GRM2 i GRM3, dok su grupi III GRM4, GRM6, GRM7 i GRM8. Grupe II i III receptora su povezane sa inhibicijom kaskade cikličnog AMP-a, ali se razlikuju u selektivnost na agoniste.

## Ligandi
Potpuno mGluR3 selektivni agensi nisu dostupni. Poznati su mešoviti mGluR2/3 (grupa II) ligandi sa selektivnošću u odnosu na druge mGluR podtipove. Neki od njih imaju nisku oralnu biodostupnost, ali postoji mogućnost njihove upotrebe u obliku proleka.

### Agonisti
- sa biciklo[3.1.0]heksanskom osnovom
  - [4]
  - [5]
  - [6]
  - [7]; njegov (+)-C4α-metil analog je GluR2 agonist / GluR3 antagonist[8]
--2-amino-4-(4-hidroksi[1,2,5]tiadiazol-3-il)buterna kiselina[9]

### Antagonist
- - 38 puta je selektivniji za mGlu3 u odnosu na 2
- i njegov 1-fluoro analog[10]: potentni ortosterni antagonisti
- [11], [12] (oba sa biciklo[3.1.0]heksanskom osnovom)

### Alosterni modulatori
- [13]: inhibitor
- jedinjenje 7p[14]: nekompetitivni antagonist

## Interakcije
Metabotropni glutamatni receptor 3 formira interakcije sa ,  i .

## Literatura
- Makoff A; Volpe F; Lelchuk R;  . (1997). „Molecular characterization and localization of human metabotropic glutamate receptor type 3.”. Brain Res. Mol. Brain Res. 40 (1): 55—63. PMID 8840013. doi:10.1016/0169-328X(96)00037-X.
- Emile L; Mercken L; Apiou F;  . (1997). „Molecular cloning, functional expression, pharmacological characterization and chromosomal localization of the human metabotropic glutamate receptor type 3.”. Neuropharmacology. 35 (5): 523—30. PMID 8887960. doi:10.1016/0028-3908(96)84622-3.
- Corti C; Sala CF; Yang F;  . (2001). „Genomic organization of the human metabotropic glutamate receptor subtype 3.”. J. Neurogenet. 14 (4): 207—25, 271. PMID 11342382. doi:10.3109/01677060009084499.
- Corti C, Xuereb JH, Corsi M, Ferraguti F (2001). „Identification and characterization of the promoter region of the GRM3 gene.”. Biochem. Biophys. Res. Commun. 286 (2): 381—7. PMID 11500049. doi:10.1006/bbrc.2001.5391.
- Tomiyama M; Kimura T; Maeda T;  . (2001). „Expression of metabotropic glutamate receptor mRNAs in the human spinal cord: implications for selective vulnerability of spinal motor neurons in amyotrophic lateral sclerosis.”. J. Neurol. Sci. 189 (1-2): 65—9. PMID 11535235. doi:10.1016/S0022-510X(01)00561-5.
- Rosemond E; Peltekova V; Naples M;  . (2002). „Molecular determinants of high affinity binding to group III metabotropic glutamate receptors.”. J. Biol. Chem. 277 (9): 7333—40. PMID 11744707. doi:10.1074/jbc.M110476200.
- Martí SB, Cichon S, Propping P, Nöthen M (2002). „Metabotropic glutamate receptor 3 (GRM3) gene variation is not associated with schizophrenia or bipolar affective disorder in the German population.”. Am. J. Med. Genet. 114 (1): 46—50. PMID 11840505. doi:10.1002/ajmg.1624.
- Kitano J; Kimura K; Yamazaki Y;  . (2002). „Tamalin, a PDZ domain-containing protein, links a protein complex formation of group 1 metabotropic glutamate receptors and the guanine nucleotide exchange factor cytohesins.”. J. Neurosci. 22 (4): 1280—9. PMID 11850456.
- Hirbec H; Perestenko O; Nishimune A;  . (2002). „The PDZ proteins PICK1, GRIP, and syntenin bind multiple glutamate receptor subtypes. Analysis of PDZ binding motifs.”. J. Biol. Chem. 277 (18): 15221—4. PMID 11891216. doi:10.1074/jbc.C200112200.
- Strausberg RL; Feingold EA; Grouse LH;  . (2003). „Generation and initial analysis of more than 15,000 full-length human and mouse cDNA sequences.”. Proc. Natl. Acad. Sci. U.S.A. 99 (26): 16899—903. PMC 139241 . PMID 12477932. doi:10.1073/pnas.242603899.
- Scherer SW; Cheung J; MacDonald JR;  . (2003). „Human chromosome 7: DNA sequence and biology.”. Science. 300 (5620): 767—72. PMC 2882961 . PMID 12690205. doi:10.1126/science.1083423.
- Fujii Y; Shibata H; Kikuta R;  . (2004). „Positive associations of polymorphisms in the metabotropic glutamate receptor type 3 gene (GRM3) with schizophrenia.”. Psychiatr. Genet. 13 (2): 71—6. PMID 12782962. doi:10.1097/01.ypg.0000056682.82896.b0.
- Aronica E; Gorter JA; IJlst-Keizers H;  . (2003). „Expression and functional role of mGluR3 and mGluR5 in human astrocytes and glioma cells: opposite regulation of glutamate transporter proteins.”. Eur. J. Neurosci. 17 (10): 2106—18. PMID 12786977. doi:10.1046/j.1460-9568.2003.02657.x.
- Hillier LW; Fulton RS; Fulton LA;  . (2003). „The DNA sequence of human chromosome 7.”. Nature. 424 (6945): 157—64. PMID 12853948. doi:10.1038/nature01782.
- Flajolet M; Rakhilin S; Wang H;  . (2004). „Protein phosphatase 2C binds selectively to and dephosphorylates metabotropic glutamate receptor 3.”. Proc. Natl. Acad. Sci. U.S.A. 100 (26): 16006—11. PMC 307683 . PMID 14663150. doi:10.1073/pnas.2136600100.
- Yao Y, Koo JC, Wells JW, Hampson DR (2004). „Expression of a truncated secreted form of the mGluR3 subtype of metabotropic glutamate receptor.”. Biochem. Biophys. Res. Commun. 319 (2): 622—8. PMID 15178451. doi:10.1016/j.bbrc.2004.05.032.
- Tang FR; Chia SC; Chen PM;  . (2004). „Metabotropic glutamate receptor 2/3 in the hippocampus of patients with mesial temporal lobe epilepsy, and of rats and mice after pilocarpine-induced status epilepticus.”. Epilepsy Res. 59 (2-3): 167—80. PMID 15246118. doi:10.1016/j.eplepsyres.2004.04.002.
- Egan MF; Straub RE; Goldberg TE;  . (2004). „Variation in GRM3 affects cognition, prefrontal glutamate, and risk for schizophrenia.”. Proc. Natl. Acad. Sci. U.S.A. 101 (34): 12604—9. PMC 515104 . PMID 15310849. doi:10.1073/pnas.0405077101.
- Gerhard DS; Wagner L; Feingold EA;  . (2004). „The status, quality, and expansion of the NIH full-length cDNA project: the Mammalian Gene Collection (MGC).”. Genome Res. 14 (10B): 2121—7. PMC 528928 . PMID 15489334. doi:10.1101/gr.2596504.

## Spoljašnje veze
- „Metabotropic Glutamate Receptors: mGlu3”. IUPHAR Database of Receptors and Ion Channels. International Union of Basic and Clinical Pharmacology. Архивирано из оригинала 08. 08. 2014. г.